# Placa base
La placa base, también conocida como tarjeta madre, placa madre o placa principal (motherboard o mainboard en inglés), es una tarjeta de circuito impreso a la que se conectan los componentes que constituyen la computadora. En muchos lugares de habla hispana se usa la palabra inglesa con el artículo en femenino.
Es una parte fundamental para montar cualquier computadora personal de  escritorio o portátil o algún dispositivo. Tiene instalados una serie de circuitos integrados, entre los que se encuentra el circuito integrado auxiliar (chipset), que sirve como centro de conexión entre el microprocesador (CPU), la memoria de acceso aleatorio (RAM), las ranuras de expansión y otros dispositivos.
Está instalada dentro de una carcasa o gabinete. Generalmente en la parte de abajo o lateral derecho podemos ver conectores internos para conectar dispositivos externos (como puertos USB de la carcasa) o internos (como puertos SATA para conectar discos duros).
La placa base, además incluye un firmware llamado BIOS, que le permite realizar las funcionalidades básicas, como pruebas de los dispositivos, vídeo y manejo del teclado, configuración del equipo, reconocimiento de dispositivos y carga del sistema operativo.

## Componentes de la placa base

Diagrama de una placa base típica.

Una placa base típica admite los siguientes componentes:
- Conectores de alimentación de energía eléctrica (ver más abajo)
- Zócalo de CPU (monoprocesador) o zócalos de CPU (multiprocesador).
- Ranuras de RAM
- Chipset
- Ranuras PCI Express o PCI (en desuso)
- Conectores SATA
- Conectores USB Internos
- Conector de panel frontal
- Conector de audio

### Conectores de alimentación

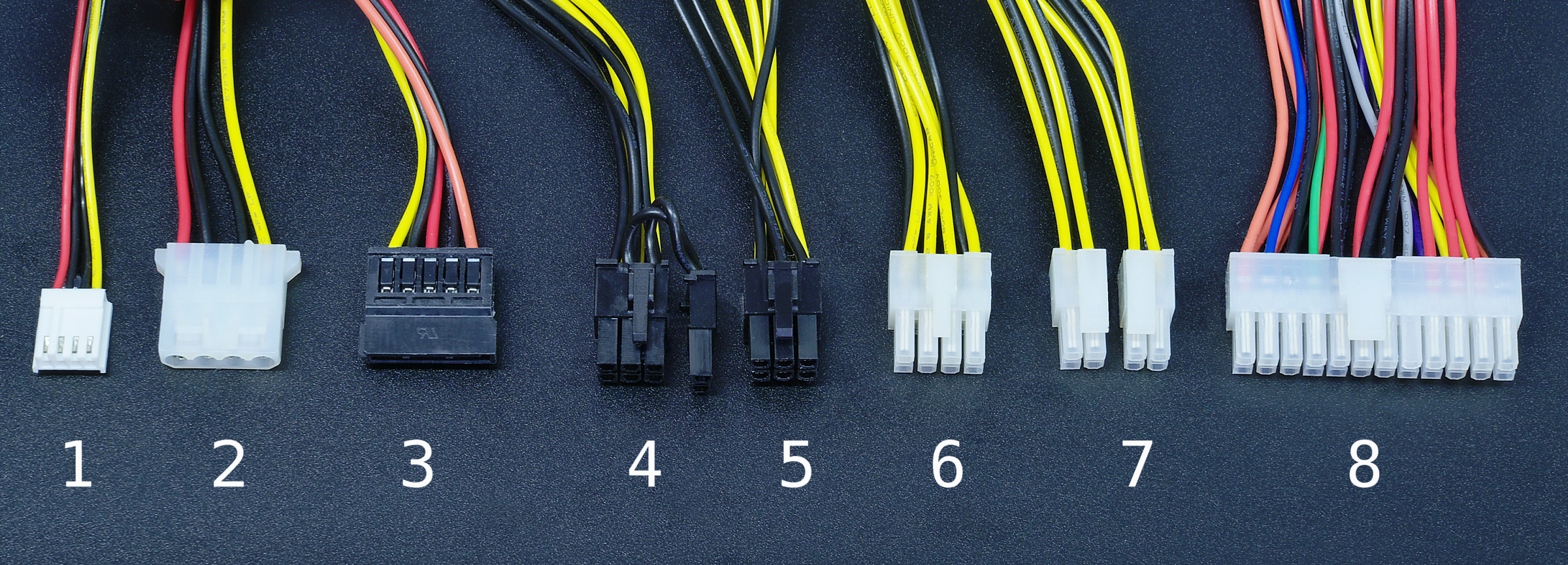
Conectores de la fuente de alimentación de tipo ATX2 para PC:
(1) mini molex para FDD.
(2) Molex universal: para dispositivos IDE, HDD y unidad de disco óptico.
(3) para dispositivos SATA.
(4) para tarjetas gráficas de 8 pines, separable para 6 pines.
(5) para tarjeta gráfica de 6 pines.
(6) para placa base de 8 pines.
(7) para CPU P4, combinado para el conector de la placa base de 8 pines a 12V.
(8) ATX2 de 24 pines.

Por uno o varios de estos conectores de alimentación, una alimentación eléctrica proporciona a la placa base los diferentes voltajes e intensidades necesarios para su funcionamiento.
Las placas base estándar usan un conector de 24 pines, mientras que algunas más antiguas utilizan uno de 20.
También incluyen un conector para la CPU, que generalmente se ubica arriba a la izquierda, que puede ser de 4, 8 o 16 pines.

### Zócalo de la CPU

Placa base para computadora personal de escritorio mostrando sus componentes típicos e interfaces. Este modelo fue fabricado por Foxconn en 2007 usando la disposición microATX, una de las más utilizadas para computadoras personales.

El zócalo (socket) de la CPU es un receptáculo que encastra el microprocesador y lo conecta con el resto de componentes a través del bus frontal de la placa base.
Si la placa base dispone de un único zócalo para microprocesador, se denomina monoprocesador. En cambio, si dispone de dos o más zócalos, se denomina placa multiprocesador.

### Ranuras de RAM
Las placas bases constan de ranuras (slots) de RAM (Random Access Memory 'Memoria de acceso aleatorio'), su número es de 2 a 4 ranuras en una misma placa base común.
En ellas se insertan dichas memorias del tipo conveniente dependiendo de la velocidad, capacidad y fabricante requeridos según la compatibilidad de cada placa base y la CPU.
Algunas placas base de servidores incluyen desde 8 hasta 16 slots de RAM.

### Chipset
El chipset es una serie o conjunto de circuitos electrónicos, que gestionan las transferencias de datos entre los diferentes componentes de la computadora (procesador, memoria, tarjeta gráfica, unidad de almacenamiento secundario, etcétera).
El chipset, generalmente se divide en dos secciones:
1. Puente norte (northbridge): gestiona la interconexión entre el microprocesador, la memoria RAM y la unidad de procesamiento gráfico.
2. Puente sur (southbridge): gestiona la interconexión entre los periféricos y los dispositivos de almacenamiento, como los discos duros o las unidades de disco óptico.

Las nuevas líneas de procesadores de escritorio tienden a integrar el propio controlador de memoria dentro del procesador.

### Otros componentes importantes
- El reloj: regula la velocidad de ejecución de las instrucciones del microprocesador y de los periféricos internos.
- La CMOS: una pequeña memoria que preserva cierta información importante (como la configuración del equipo, fecha y hora), mientras el equipo no está alimentado por electricidad.
  - La pila de la CMOS: pila de botón que proporciona la electricidad necesaria para operar el circuito constantemente y que este último no se apague perdiendo la serie de configuraciones guardadas, como la fecha, hora, secuencia de arranque...
- La BIOS: un programa registrado en una memoria no volátil (antiguamente en memorias ROM, pero desde hace tiempo se emplean memorias flash). Este programa es específico de la placa base y se encarga de la interfaz de bajo nivel entre el microprocesador y algunos periféricos. Recupera, y después ejecuta, las instrucciones del registro de arranque principal (Master Boot Record, MBR), o registradas en un disco duro o un dispositivo de estado sólido, cuando arranca el sistema operativo.
  - Actualmente, las computadoras modernas sustituyen el MBR por la tabla de particiones GUID (GPT) y el BIOS por Extensible Firmware Interface (EFI).
  - Algunas placas base modernas tienen una BIOS dual, es decir, que incluyen un chip de memoria adicional con una copia de la BIOS principal por si esta falla o se corrompe, para así poder restaurarla.
- El bus frontal o bus delantero (front-side bus o FSB): también llamado bus interno, conecta el microprocesador al chipset. Está cayendo en desuso frente a HyperTransport y Quickpath.
- El bus de memoria conecta el chipset a la memoria temporal.
- El bus de expansión (también llamado bus E/S): une el microprocesador a los conectores de entrada/salida y a las ranuras de expansión.
- Los conectores de entrada/salida que cumplen normalmente con la norma PC 99; estos conectores incluyen:
  - Los puertos serie, para conectar dispositivos antiguos.
  - Los puertos paralelos, para la conexión de impresoras antiguas.
  - Los puertos PS/2 para conectar teclado y ratón; estas interfaces tienden a ser sustituidas por USB.
  - Los puertos USB (en inglés Universal Serial Bus), por ejemplo, para conectar diferentes periféricos, como por ejemplo: mouse, teclado, memoria USB, teléfonos inteligentes, impresoras...
  - Los conectores RJ-45, para conectarse a internet.
  - Los conectores VGA, DVI, HDMI o DisplayPort para la conexión del monitor de computadora o proyector de vídeo.
  - Los conectores IDE o Serial ATA, para conectar dispositivos de almacenamiento, tales como discos duros (HDD), dispositivos de estado sólido (SSD) y unidades de disco óptico.
  - Los conectores jacks de audio, para conectar dispositivos de audio, por ejemplo: altavoces y auriculares (código de color: verde), y micrófonos (código de color: rosado).
- Las ranuras de expansión: se trata de receptáculos (slots) que pueden acoger placas o tarjetas de expansión (estas tarjetas se utilizan para agregar características o aumentar el rendimiento de la computadora; por ejemplo, una tarjeta gráfica se puede añadir para mejorar el rendimiento 3D). Estos puertos pueden ser puertos:
  - ISA (Industry Standard Architecture) una interfaz antigua
  - PCI (Peripheral Component Interconnect) para conectar tarjetas de expansión (reemplazado por PCIe)
  - AGP (Accelerated Graphics Port) para conectar antiguas tarjetas gráficas
  - PCIe o PCI-Express, son los más recientes.

- Con la evolución de las computadoras, más y más características se han integrado en la placa base, tales como circuitos electrónicos para la gestión del vídeo, de sonido o de redes, evitando así la adición de tarjetas de expansión:
  - interfaz gráfica integrada o unidad de procesamiento gráfico (GPU, Graphics Processing Unit, o iGPU, Integrated Graphic Processor Unit)
  - interfaz integrada de audio o sonido
  - interfaz integrada Ethernet o puertos de red integrados ((10/100 Mbit/s) / (1 Gbit/s))

- En la placa también existen distintos conjuntos de pines, llamados jumpers o puentes, que sirven para configurar otros dispositivos:
  - JMDM1: Sirve para conectar un módem por el cual se puede encender el sistema cuando este recibe una señal.
  - JIR2: Este conector permite conectar módulos de infrarrojos IrDA, teniendo que configurar la BIOS.
  - JBAT1: Se utiliza para poder borrar todas las configuraciones que como usuario podemos modificar y restablecer las configuraciones que vienen de fábrica.
  - JP20: Permite conectar audio en el panel frontal.
  - JFP1 Y JFP2: Se utiliza para la conexión de los interruptores del panel frontal y los ledes.
  - JUSB1 Y JUSB3: Es para conectar puertos USB del panel frontal.

### Tipos de bus

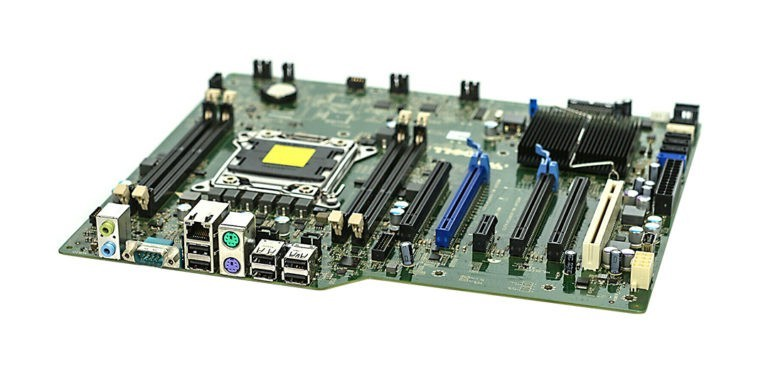
tarjeta madre Dell T3600

Los buses son espacios físicos que permiten el transporte de información y energía entre dos puntos de la computadora.
Los buses generales son cinco:

#### Bus de datos
Los buses de datos son las líneas de comunicación por donde circulan los datos externos e internos del microprocesador.

#### Bus de dirección
El bus de dirección es la línea de comunicación por donde viaja la información específica sobre la localización de la dirección de memoria del dato o dispositivo al que se hace referencia.

#### Bus de control
El bus de control es la línea de comunicación por donde se controla el intercambio de información con un módulo de la unidad central y los periféricos.

#### Bus de expansión
Los buses de expansión son el conjunto de líneas de comunicación encargado de llevar el bus de datos, el bus de dirección y el de control a la tarjeta de interfaz (entrada, salida) que se agrega a la placa principal.

#### Bus del sistema
Todos los componentes de la placa base se vinculan a través del bus del sistema, mediante distintos tipos de datos del microprocesador y de la memoria principal, que también involucra a la memoria caché de nivel 2. La velocidad de transferencia del bus de sistema está determinada por la frecuencia del bus y el ancho.

## Formatos de placa base

Las placas base necesitan tener muchas dimensiones compatibles con las cajas que las contienen, de manera que desde los primeros computadores personales se han establecido características mecánicas, llamadas factor de forma. Definen la distribución de diversos componentes y las dimensiones físicas, como por ejemplo el largo y ancho de la tarjeta, la posición de los agujeros para los tornillos de sujeción y las características de los conectores.
Con los años, varias normas se fueron imponiendo.

### XT
1983: XT (eXtended Technology, 'tecnología extendida') es el formato de la placa base de la computadora IBM PC XT (modelo 5160), lanzado en 1983. En este factor de forma se definió un tamaño exactamente igual al de una hoja A4 y un único conector externo para el teclado.

### AT
1984: AT (Advanced Technology, 'tecnología avanzada') es uno de los formatos más grandes de toda la historia de la PC (305 × 279 × 330 mm), definió un conector de potencia formado por dos partes. Fue usado de manera extensa de 1985 a 1995.
- AT: 305 × 305 mm (IBM)
- Baby-AT: 216 × 330 mm

### ATX
1995: ATX (Advanced Technology eXtended, 'tecnología avanzada extendida') utiliza las conexiones exteriores en forma de un panel de E/S y definió un conector de veinticuatro pines para la energía. Se usa en la actualidad en forma de algunas variantes, que incluyen conectores de energía extra o reducciones de tamaño.
- ATX: 305 × 244 mm (Intel)
- MicroATX: 244 × 244 mm
- FlexATX: 229 × 191 mm
- MiniATX: 284 × 208 mm

### ITX
2001: ITX (Information Technology eXtended, 'tecnología de información extendida'), con rasgos procedentes de las especificaciones microATX y FlexATX de Intel, el diseño de VIA se centra en la integración en placa base del mayor número posible de componentes, además de la inclusión del hardware gráfico en el propio chipset del equipo, siendo innecesaria la instalación de una tarjeta gráfica en la ranura AGP.
- ITX: 215 × 195 mm (VIA)
- Mini-ITX: 170 × 170 mm
- Nano-ITX: 120 × 120 mm
- Pico-ITX: 100 × 72 mm

### BTX
2004: BTX (Balanced Technology eXtended, 'tecnología equilibrada extendida') fue retirada en muy poco tiempo por la falta de aceptación, resultó prácticamente incompatible con ATX, salvo en la fuente de alimentación. Fue creada para intentar solventar los problemas de ruido y refrigeración, como evolución de la ATX.
- BTX: 325 × 267 mm (Intel)
- Micro BTX: 264 × 267 mm
- Pico BTX: 203 × 267 mm
- Regular BTX: 325 × 267 mm

### DTX
2007: DTXeran destinadas a las PC de pequeño formato. Fueron anunciadas por AMD y son compatibles con ATX. Hacen uso de un conector de energía de veinticuatro pines y de un conector adicional de 2 × 2. Prácticamente su único fabricante actual es ASUS en su serie ROG.
- DTX: 249 × 203 mm
- Mini DTX: 170 × 203 mm
- Full DTX: 243 × 203 mm

### Formatos privativos
Durante la existencia del PC, muchas marcas han intentado mantener un esquema cerrado de hardware, denominado privativo, fabricando placas base incompatibles físicamente con los factores de forma con dimensiones, distribución de elementos o conectores que son atípicos. Entre las marcas más persistentes está Dell, que rara vez fabrica equipos diseñados con factores de forma de la industria.

## Fabricantes de placas base
Varios fabricantes se reparten el mercado de placas base, tales como: Advantech, Albatron, Aopen, ASUS, AsRock, Biostar, Chaintech, Dell, DFI, ECS EliteGroup, EVGA, FIC, Foxconn, Gigabyte Technology, iBase, iEi, Intel, Lenovo, MSI, NZXT, Pc Chips, Sapphire Technology, Super Micro, Tyan, VIA, XFX, Zotac.
Algunos diseñan y fabrican uno o más componentes de la placa base, mientras que otros ensamblan los componentes que terceros han diseñado y fabricado.

## Tipos de placas principales
La mayoría de las placas de PC fabricadas después de 2001 se pueden clasificar en dos grupos:
- Las placas base para microprocesadores AMD:
  - Slot A: Duron, Athlon
  - Socket A: Duron, Athlon, Athlon XP, Sempron
  - Socket 754: Athlon 64, Mobile Athlon 64, Sempron, Turion
  - Socket 939: Athlon 64, Athlon FX, Athlon X2, Sempron, Opteron
  - Socket 940: Opteron y Athlon 64 FX
  - Socket AM2: Athlon 64, Athlon FX, Athlon X2, Sempron, Phenom
  - Socket F: Opteron
  - Socket AM2 +: Athlon 64, Athlon FX, Athlon X2, Sempron, Phenom
  - Socket AM3: Phenom II X2/X3/X4/x6, Athlon II X2/X3/X4, Sempron 100 Series
  - Socket AM3+: Sempron, Athlon II X2/X3/X4, Phenom II X2/X3/X4/X6, FX X4/X6/X8
  - Socket FM1: A4X2, A6X3/X4, A8X4, Athlon II
  - Socket FM2: APU A4, APU A6, APU A8, APU A10, Athlon II X2/X4
  - Socket AM4: Procesadores de arquitectura Zen, Zen+, Zen 2, Zen 3 y Zen 3+
  - Socket AM5: Procesadores de la arquitectura Zen 4 y Zen 5

- Las placas base para microprocesadores Intel:
  - Socket 7: Pentium I, Pentium MMX
  - Slot 1: Pentium II, Pentium III, Celeron
  - Socket 370: Pentium III, Celeron
  - Socket 423: Pentium 4
  - Socket 478: Pentium 4, Celeron
  - LGA 775: Pentium 4, Celeron, Pentium D, Core 2 Duo, Core 2 Quad, Core 2 Extreme, Xeon
  - Socket 603: Intel Xeon
  - Socket 604: Intel Xeon
  - Socket 771: Intel Xeon
  - LGA 1366: Core i7 (Nehalem), Xeon (Nehalem)
  - LGA 1156:  Core i3, Core i5, Core i7 (Nehalem)
  - LGA 1155: Intel Core i5 e Intel Core i3 (Sandy Bridge), Intel Core i7, Intel Core i5 e Intel Core i3 (Ivy Bridge)
  - LGA 1150: Intel Core i7, Intel Core i5 e Intel Core i3 (Haswell y Broadwell)
  - LGA 1151: Intel Core i7, Intel Core i5, Intel Core i3, Intel Pentium G4000/G5000 series e Intel Celeron G3900 series (Skylake y Kaby Lake)
  - LGA 1200: Core i9, Core i7, Core i5, Core i3, Pentium Gold, Celeron G5905, Pentium Gold G6400 (Comet Lake y Rocket Lake)
  - LGA 1700: Core i9, Core i7, Core i5, Core i3, Celeron G6900, Pentium Gold G7400 (Alder Lake, Raptor lake, Raptor Lake Refresh)
  - LGA 1851: Core Ultra 9, Core Ultra 7, Core Ultra 5 (Arrow Lake y Meteor Lake)
  - LGA 2011: Intel Core i7, Xeon (Sandy Bridge)
  - LGA 4189: Intel Xeon (Bronze, Silver, Gold, Platinum)

## Placa multiprocesador

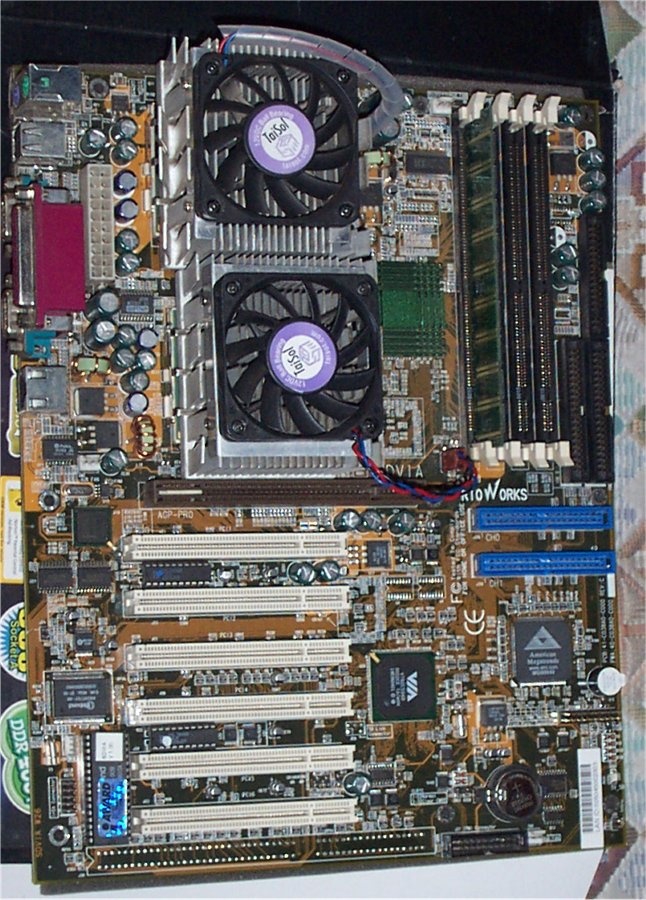
Una placa con dos procesadores.

Este tipo de placa base incluye zócalos para instalar varios procesadores (generalmente 2, 4, 8 o más). No nos estamos refiriendo a instalar un procesador con varios núcleos, sino a que podemos instalar varios procesadores físicos. Algunos fabricantes proveen placas base que pueden acoger hasta 8 procesadores (en el caso de socket 939 para procesadores AMD Opteron y sobretodo en el socket LGA 2011 para procesadores Intel Xeon).